# Poecilosomella brevisecunda
Poecilosomella brevisecunda là một loài ruồi trong họ Sphaeroceridae. Nó chỉ được ghi nhận từ vườn quốc gia Gunung Leuser ở phía bắc Sumatra, Indonesia.
Đây là loài ruồi nhỏ dài 2 mm. Nó thường có màu nâu đậm với các vòng màu sáng trên chaan. Cánh cũng có màu đậm.